# Mark Gregory
Mark Gregory, pseudonimo di Marco De Gregorio (Roma, 2 maggio 1964 – Castel Madama, 31 gennaio 2013), è stato un attore italiano.

## Biografia
Marco De Gregorio era un giovane biker romano del quartiere Nomentano. Appassionato di bodybuilding e di motociclette, muscoloso con i capelli lunghi, ricercato dalle ragazze, indossava sempre gilet e stivali di pelle, ed era popolare nel suo quartiere soprattutto in una sala giochi che frequentava quotidianamente.
Di carattere mite e generoso, lavorava come commesso in un negozio di scarpe all'inizio di via Salaria, quando venne scoperto dall'attore Massimo Vanni nella palestra in cui si allenava, il quale lo presentò al regista Enzo G. Castellari.
Dopo aver esordito da protagonista in 1990 - I guerrieri del Bronx, del 1982, film ispirato a 1997: Fuga da New York, acquistò una discreta fama negli anni ottanta interpretando diversi film d'azione ispirati ai blockbuster americani del periodo, come la trilogia di Thunder, ispirata a quella di Rambo. Nel 1983 svolse il servizio militare a Orvieto, presso la caserma Piave, dove si mise in luce come abile pittore di murales e disegnatore di stemmi militari.
Il suo ultimo film, prima del tramonto del genere, fu Afganistan - The Last War Bus, del 1989.
Abbandonata la carriera di attore e trasferitosi nel quartiere Nomentano, intraprese l'attività di pittore, soprattutto di Madonne. In seguito lasciò Roma per Castel Madama, continuando a dipingere e recandosi di tanto in tanto nella capitale per vendere i suoi quadri, finché, attanagliato dalla depressione, nel 2013 si suicidò facendo sciogliere degli psicofarmaci nell'acqua calda e ingerendoli.

## Filmografia
- 1990 - I guerrieri del Bronx, regia di Enzo G. Castellari (1982)
- Adamo ed Eva, la prima storia d'amore, regia di Luigi Russo (1983)
- Fuga dal Bronx, regia di Enzo G. Castellari (1983)
- Thunder, regia di Fabrizio De Angelis (1983)
- Delta Force Commando, regia di Pierluigi Ciriaci (1987)
- Thunder 2, regia di Fabrizio De Angelis (1987)
- Missione finale, regia di Ted Kaplan (Ferdinando Baldi) (1988)
- Thunder 3, regia di Fabrizio De Angelis (1988)
- Un maledetto soldato, regia di Ted Kaplan (Ferdinando Baldi) (1988)
- Afganistan - The Last War Bus, regia di Pierluigi Ciriaci (1989)